# Ushkuinik

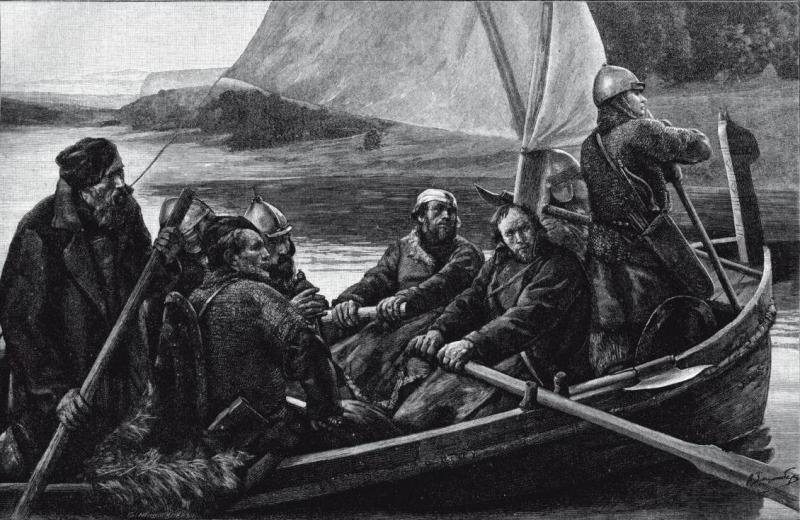
Ushkúiniki. Guerreros de Nóvgorod. Por Saveli Zeydenberg.

Los ushkúiniki (singular: ushkúinik) (del ruso: ушку́йники) eran piratas medievales que se agrupaban en druzhinas al servicio de la República de Nóvgorod con el fin de realizar incursiones al estilo de los vikingos saqueando y robando. Su nombre deriva de ushkui, un tipo de barco medieval de quilla plana de origen finés llamado uisko (literalmente: "serpiente nadadora"), que era lo bastante ligero para poder ser transportado por tierra y navegar por los ríos.
Aunque los ushkúiniki de Nóvgorod participaron en las expediciones a Tsargrad en el siglo X y realizaron incursiones en Finlandia y el Báltico durante el siglo XII, no surgieron como fuerza organizada hasta la década de 1320. Formados en escuadras que podían contar con miles de hombres, los ushkúiniki eran patrocinados por las influyentes familias de boyardos de Nóvgorod, que los utilizaban para mostrar el poder militar de la ciudad a sus vecinos y apoyar sus intereses comerciales en la región del Volga.
Durante la famosa campaña de 1360 los ushkúiniki navegaron desde Nóvgorod hasta llegar al río Volga. Bajo el mando del boyardo Anfal Nikitin se apoderaron de Zhukotin (Cükätaw), un emporio comercial en la Bulgaria del Volga. El gobernante de la Horda de Oro, que controlaba Zhukotin, se enfureció y ordenó al Gran Príncipe Dmitri Konstantínovich de Súzdal que capturara a los ushkúiniki y los entregara a la Horda de Oro para que los juzgara. Sin embargo, la expedición de castigo de Dmitri fracasó.
En el año 1363, los piratas de Nóvgorod lanzaron su primer ataque en el río Obi. Tres años después, sin consultar a sus superiores se dirigieron a Nizhny Nóvgorod (no confundir con Veliki Nóvgorod), donde se encontraba Dmitri Konstantínovich, y en represalia por haber intentado castigarlos, masacraron a los mercaderes armenios y tártaros que comerciaban allí. Este incidente provocó roces diplomáticos y Dmitri exigió disculpas de la República de Nóvgorod.
En el año 1371 los ushkúiniki saquearon Yaroslavl, Kostromá y otras ciudades situadas en el curso superior del Volga. Tres años después una flota de noventa barcos saqueó la región de Vyatka. En el año 1375, derrotaron a la milicia de Kostromá y quemaron la ciudad hasta los cimientos. La destrucción fue tan extrema que la ciudad tuvo que ser reconstruida en otro lugar. Después saquearon Nizhni Nóvgorod y recorrieron el río Volga hasta Astracán, donde fueron derrotados y aniquilados por un general tártaro.
En el año 1391, los ushkúiniki se habían recuperado de la derrota y se sintieron lo bastante fuertes para reanudar sus actividades. Ese mismo año saquearon Zhukotin y Kazán. Sin embargo, con el creciente poder del Principado de Moscú, la República de Novgorod fue presionada para que acabara con sus actividades de saqueo en las primeras décadas del siglo XV. Después de que Novgorod fuese anexionada por Moscú en la década de 1470, Moscú adquirió el legado de expansión comercial de la república, al mismo tiempo que desarrollaba su política de "unificar las tierras rusas," intensificando la expansión rusa hacia el este en las décadas siguientes, especialmente tras la conquista de los kanatos de Kazán y Astracán a mediados del siglo XVI. Los piratas de Novgorod fueron sucedidos por los soldados y cosacos de Moscú.